# Limfrö
Limfrö (Collomia linearis) är en blågullsväxtart som beskrevs av Thomas Nuttall. Enligt Catalogue of Life ingår Limfrö i släktet limfrön och familjen blågullsväxter, men enligt Dyntaxa är tillhörigheten istället släktet limfrön och familjen blågullsväxter. Arten är reproducerande i Sverige. Inga underarter finns listade i Catalogue of Life.

## Bildgalleri

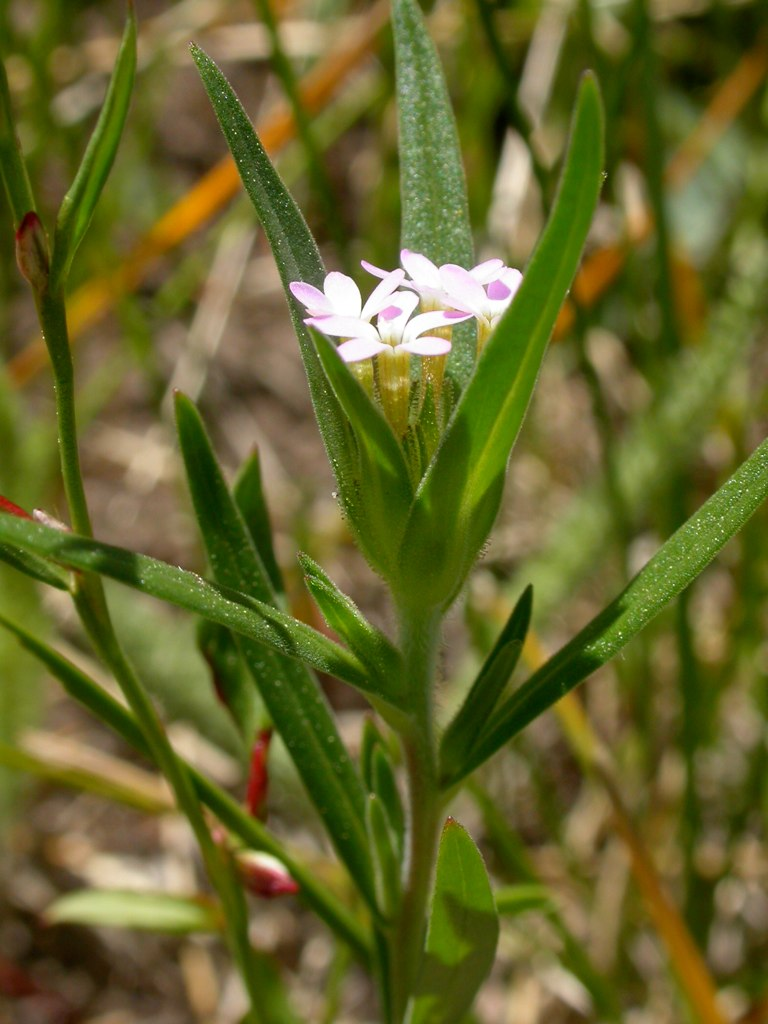
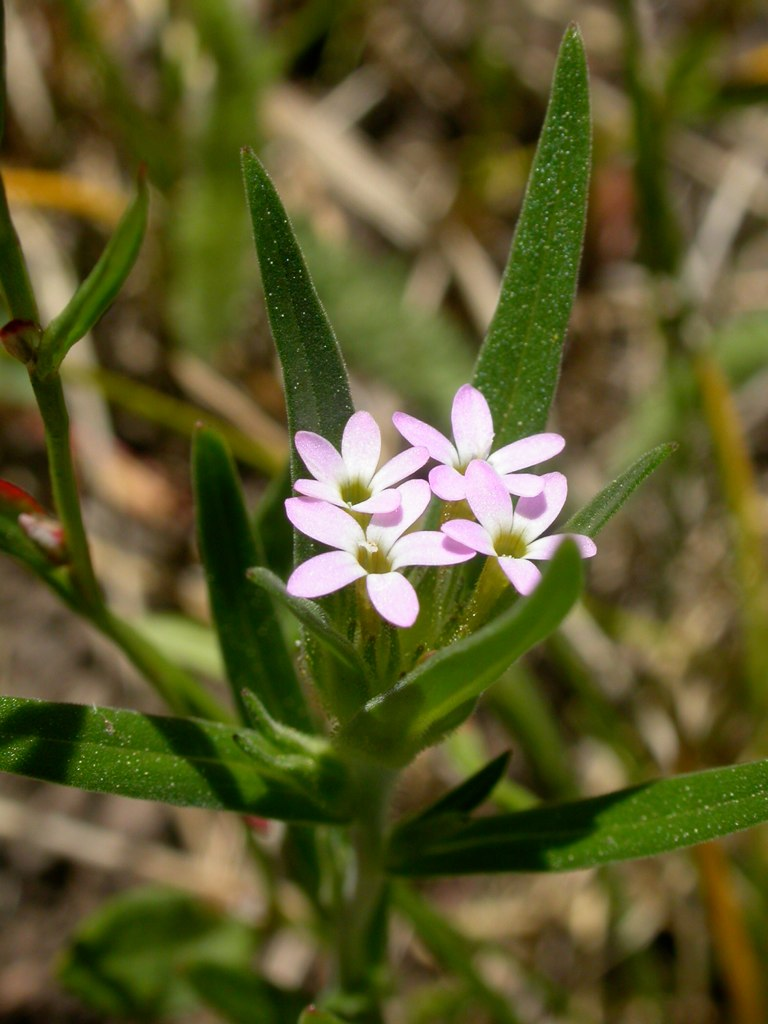
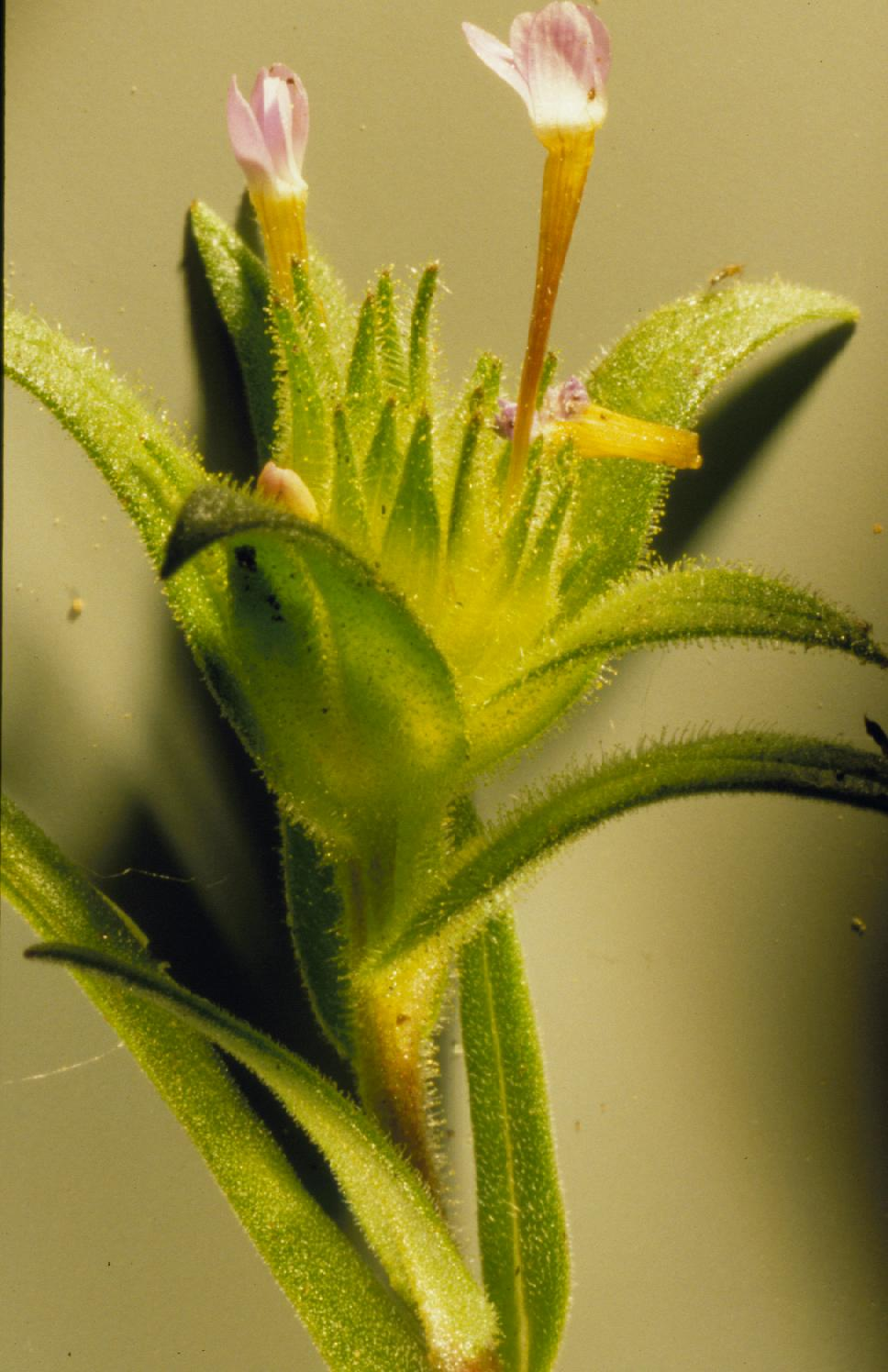
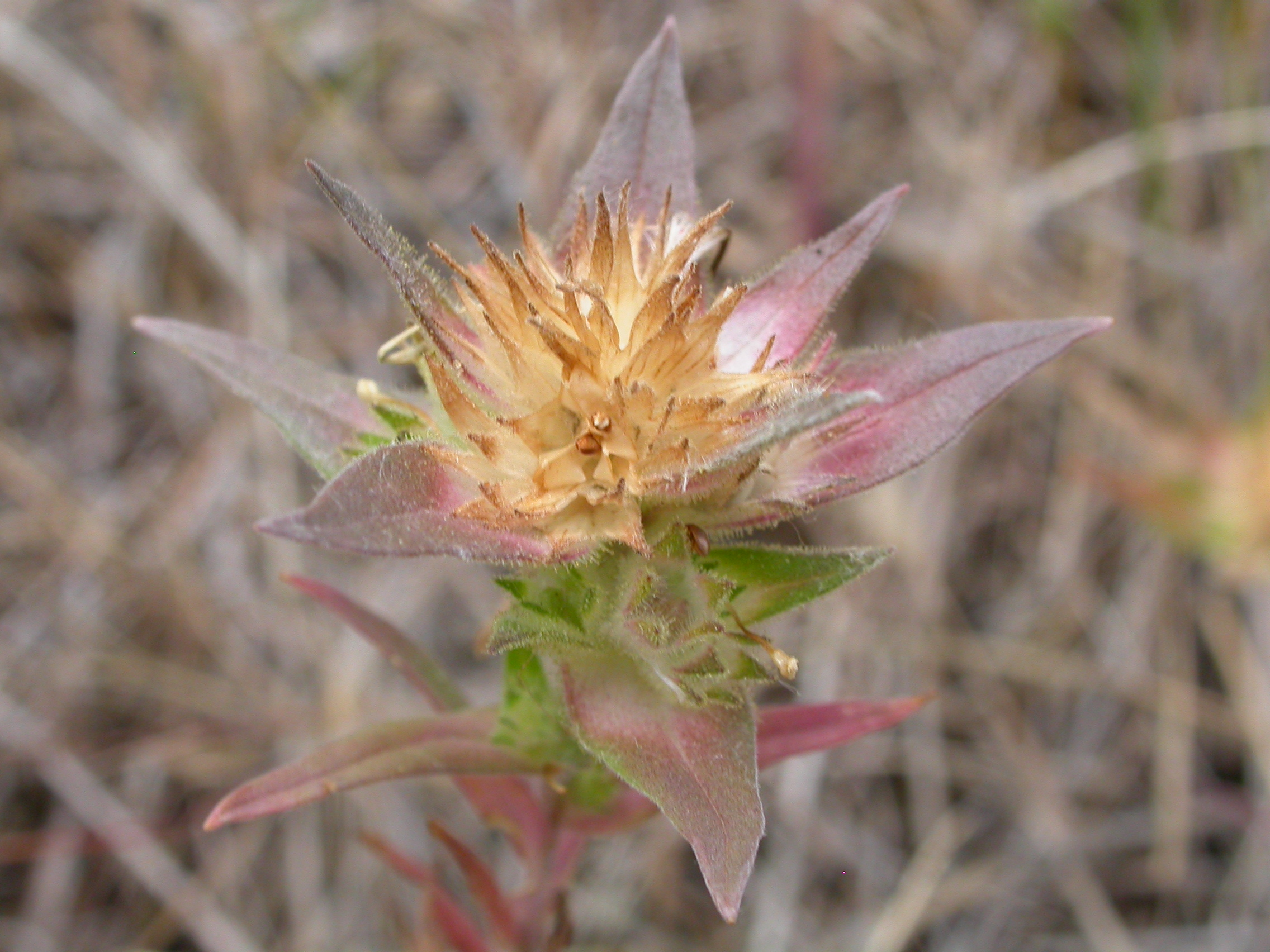
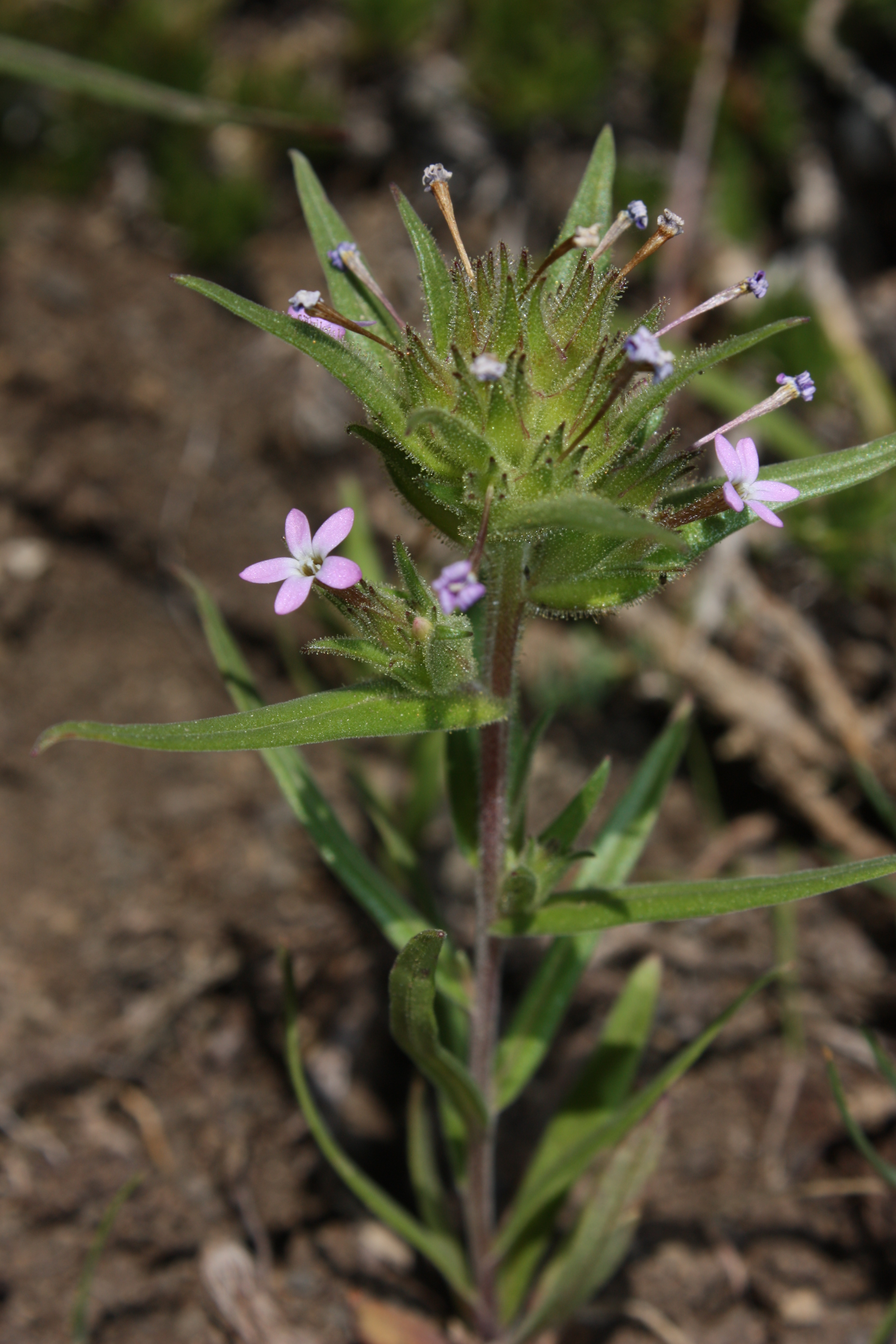